# Fethi Belhaj
Pour les articles homonymes, voir Belhaj.
Fethi Belhaj (arabe : فتحي بالحاج), né en 1963, est un homme politique tunisien, ministre de la Formation professionnelle et de l'Emploi en 2020.

## Biographie
Détenant une maîtrise en philosophie, il obtient une maîtrise en civilisation arabe en 1996 puis un diplôme d'études approfondies en sciences politiques et en relations sociales en 2001.
Il participe à de nombreuses émissions télévisées en tant que chroniqueur spécialisé dans les affaires arabes et internationales. En 2012, il participe à une mission d'observation de la Ligue arabe pendant la guerre civile syrienne.
Il est membre du bureau politique du Mouvement du peuple.
Le 27 février 2020, il est nommé ministre de la Formation professionnelle et de l'Emploi dans le gouvernement d'Elyes Fakhfakh.